# 곤지암 (영화)
《곤지암》은 2018년에 개봉한 대한민국의 영화이다. 곤지암 남양신경정신병원에 대한 괴담을 모티브로 제작되었다.

## 줄거리
귀신이 나온다는 괴담이 돌며 실제 체험을 위해 방문했던 사람들이 실종되었다는 곤지암 정신병원에 남녀 7인으로 이루어진 체험단이 방문한다. 이들은 처음에는 귀신이 없을거라 믿고 즐겁게 탐험과 인터넷 방송을 병행하지만, 병원은 실제로 원혼들로 가득찬 곳이었고 결과적으로 체험단 모두가 원혼들에 의해 끔찍한 결말을 맞게 된다.

## 캐스팅
- 위하준 : 위하준 역
- 박지현 : 박지현 역
- 오아연 : 오아연 역
- 문예원 : 샬롯 역
- 박성훈 : 박성훈 역
- 이승욱 : 이승욱 역
- 유제윤 : 유제윤 역
- 박지아 : 병원장 / 원장 귀신 역
- 한서인 : 여고생 귀신 / 홈페이지 귀신 역
- 정아노마 : 유튜브 고등학생 역
- 문경태 : 유튜브 중학생 역
- 정연동 : 대한뉴스 청와대 관료 역 (우정출연)
- 왕돈룽 : 병원 환자 역 (우정출연)
- 이윤하 : 병원 환자 역 (우정출연)

## 수상
- 제39회 청룡영화상 편집상 - 김형주, 정범식, 양동엽
- 제55회 대종상 영화제 편집상 - 김형주, 정범식, 양동엽

## 논란
곤지암 남양신경정신병원은 과거부터 출처없는 괴담 때문에 많은 사람들이 방문하였고 이 때문에 지역 주민들과 소유주들이 고통과 불쾌감을 호소하곤 하였다. 때문에 영화가 발표될 때 이에 대한 우려가 있었으며 건물 소유주가 제작진을 상대로 소송을 제기하기도 하였다.

## 기타
캐나다의 공포 영화인 그레이브 인카운터와 내용이 비슷하다는 평가를 받기도 한다.